# Fredrik von Essen
Fredrik von Essen (i riksdagen kallad von Essen i Kavlås och senare von Essen i Stockholm), född 30 juli 1831 i Hömbs socken i Skaraborgs län, död 3 oktober 1921 i Stockholm, var en svensk friherre, riksmarskalk, finansminister samt riksdagsman. Han var ägare till slottet Kavlås i Västergötland.

## Bakgrund och karriär
Fredrik von Essen var son till generalmajoren Fredric Ulric von Essen den yngre och Anna Sofia Gyllenhaal född i adelsätten Gyllenhaal, sonsons son till Fredric Ulric von Essen, och bror till Hans Henric von Essen.
von Essen gick ut militärakademien vid Karlbergs slott 1850, och placerades såsom fänrik vid Livregementets husarer, där han avancerade till löjtnant, men tog avsked 1863. Därefter övergick han till jordbruksskötsel samt även till politiken. von Essen var ledamot av ridderskapet och adeln vid riksdagarna 1862–1863 och 1865–1866, av första kammaren 1867–1874 och 1877–1906. Han var finansminister vid den Bildtska regeringsbildningen, 6 februari 1888 till 7 november 1894. Han var ledamot av talmanskonferensen 1902–1906.
von Essen var under större delen av sin riksdagsmannakarriär ledamot av statsutskottet, och när tullstriden blev aktuell i mitten av 1880-talet, framträdde han som en kraftig förespråkare av ett ökat tullskydd. 1885–1887 var han ordförande i Skaraborgs läns landsting.
Den 6 november 1894 utnämndes han av kung Oscar II till riksmarskalk.
von Essen blev 1879 ledamot och 1891 hedersledamot av Kungliga lantbruksakademien. Han blev även hedersledamot av Kungliga Örlogsmannasällskapet 1912 och var ordförande i Svenska pansarbåtsföreningens fullmäktige.

### Familj
Han gifte sig den 14 juli 1859 på Skoklosters slott (Sko kyrka) med Ebba Aurora Brahe (1838–1924), dotter till greve Nils Fredrik Brahe (1812–1850) till Skokloster och Rydboholm, och grevinnan Hedvig Elisabet Maria Amalia Piper. Ebba Aurora Brahe var syster till Magnus Per Brahe (1849–1930), som var den siste medlemmen i den svenska Braheätten.
Fredrik von Essen och Aurore Brahe blev föräldrar till Anna von Essen (1860–1931), Ebba von Essen (1866–1931), kammarherre Fredrik von Essen (1871–1936), överste Carl von Essen (1873–1960) och ryttmästare Wilhelm von Essen (1879–1972). Han var farfar till godsägaren Rutger von Essen och till godsägaren och företagsledaren Per Erik von Essen samt farfars far till riksdagsledamoten Gustaf von Essen.

## Utmärkelser

### Svenska utmärkelser
- Riddare och kommendör av Kungl. Maj:ts Orden (Serafimerorden), 15 maj 1895.[9]
- Konung Oscar II:s och Drottning Sofias guldbröllopsminnestecken, 1907.[9]
- Konung Oscar II:s jubileumsminnestecken, 1897.[9]
- Kronprins Gustafs och Kronprinsessan Victorias silverbröllopsmedalj, 1906.[9]
- Kommendör med stora korset av Svärdsorden, senast 1907
- Kommendör med stora korset av Nordstjärneorden, 1 december 1891.[10]
- Kommendör av första klassen av Nordstjärneorden, 1 december 1888.[10]
- Riddare av Nordstjärneorden, 27 maj 1872.[10]
- Kommendör med stora korset av Vasaorden, 15 maj 1905.[11]
- Kommendör av första klassen av Vasaorden, 1 december 1881.[10]

### Utländska utmärkelser
- Storkorset av Belgiska Leopoldsorden, 1897.[10]
- Storkorset av Brittiska Victoriaorden, 1 april 1908.[10]
- Riddare av Danska Elefantorden, 1 september 1897.[10]
- Riddare av Danska Dannebrogorden, 21 juli 1862.[10]
- Storkorset av Franska Hederslegionen, 1 juli 1908.[10]
- Kommendör av första klassen av Norska Sankt Olavs orden, 22 september 1890.[10]
- Storkorset av Portugisiska Obefläckade avlelsens orden, 3 februari 1890.[10]
- Riddare av Preussiska Svarta örns orden, 3 augusti 1908.[10]
- Riddare av Ryska Sankt Andreas orden, 1 juni 1909.[10]
- Riddare av tredje klassen av Ryska Sankt Annas orden, 11 november 1859.[10]
- Storkorset av Sachsen-Weimarska Vita falkens orden, 1897.[10]
- Första klassen av Siamesiska Vita elefantens orden, 1 juli 1897.[10]
- Första klassen av Osmanska rikets Osmanié-orden, 1908.[10]